# Pellouailles-les-Vignes
Pellouailles-les-Vignes ist eine Ortschaft und eine Commune déléguée in der französischen Gemeinde Verrières-en-Anjou mit 2.586 Einwohnern (Stand 1. Januar 2022) im Département Maine-et-Loire in der Region Pays de la Loire. Die Einwohner werden Pellouiallais(es) genannt.

## Geografie
Pellouailles-les-Vignes liegt etwa elf Kilometer nordwestlich von Angers im Weinbaugebiet Anjou. Die Ortschaft hat eine Auffahrt an der Autoroute A 11.

## Bevölkerungsentwicklung
| Jahr                       | 1962 | 1968 | 1975 | 1982 | 1990 | 1999 | 2004 | 2013 |
| -------------------------- | ---- | ---- | ---- | ---- | ---- | ---- | ---- | ---- |
| Einwohner                  | 450  | 430  | 456  | 944  | 1696 | 2154 | 2300 | 2500 |
| Quellen: Cassini und INSEE |      |      |      |      |      |      |      |      |

## Geschichte
Ein Unternehmer sammelte in Pellouailles mehr als 60 seltene Oldtimer, darunter einen Ferrari 250 aus dem Besitz von Alain Delon, einen Facel Vega Excellence und einen Talbot-Lago Type 26 Grand Sport; der Unternehmer ging in den 1970er Jahren in Insolvenz und starb darauf, danach auch sein Sohn. Die Wagen wurden 2014 in teils sehr schlechtem Zustand entdeckt und sollen 2015 durch das Auktionshaus Artcurial auf einer Pariser Oldtimer-Messe versteigert werden.
Mit Wirkung vom 1. Januar 2016 wurden die Gemeinden Pellouailles-les-Vignes und Saint-Sylvain-d’Anjou zu einer Commune nouvelle mit dem Namen Verrières-en-Anjou zusammengelegt. Die Gemeinde Pellouailles-les-Vignes gehörte zum Arrondissement Angers und zum Kanton Angers-4.

## Sehenswürdigkeiten

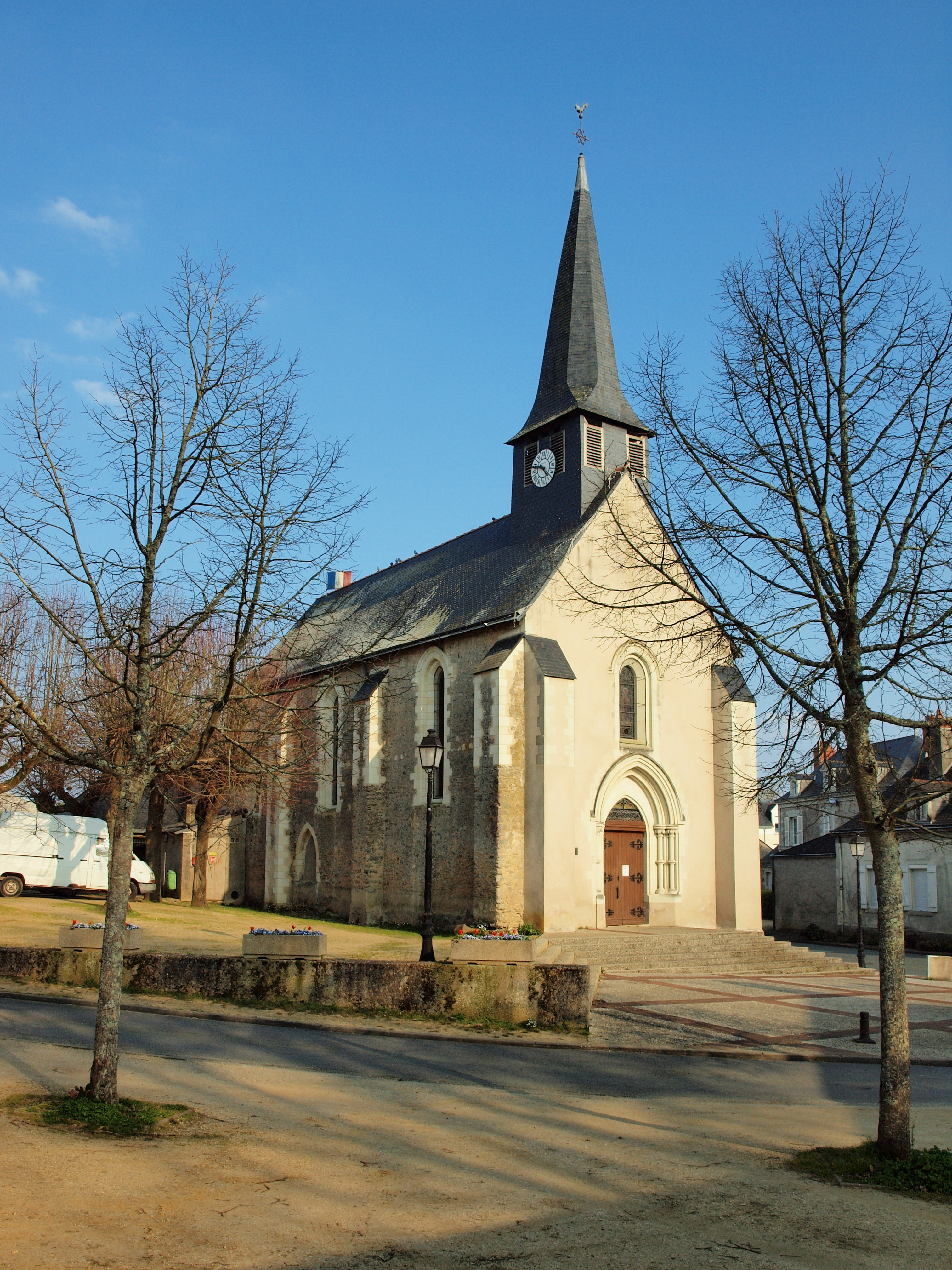
Kirche Saint-Emerance
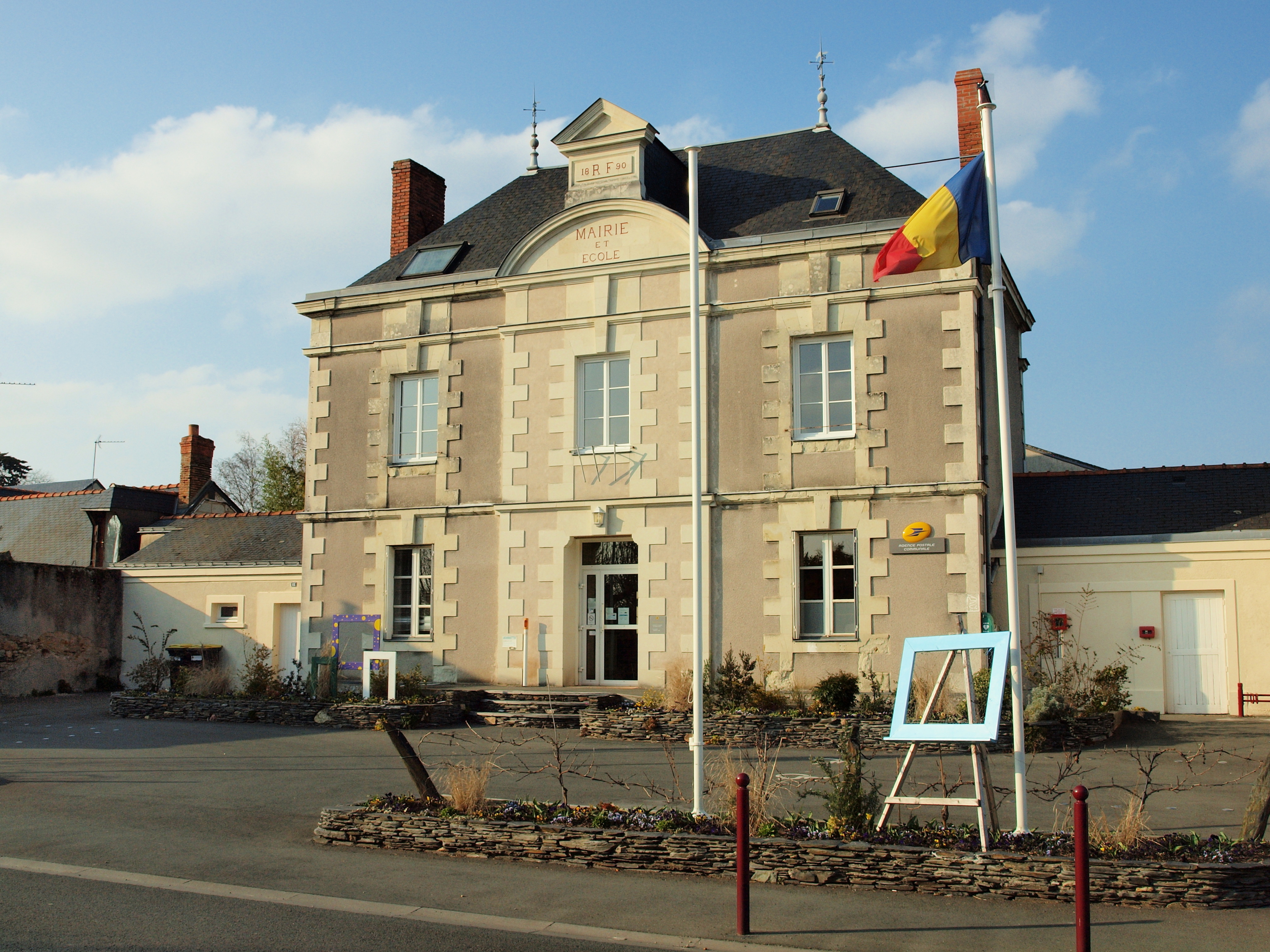
Ehemalige Mairie
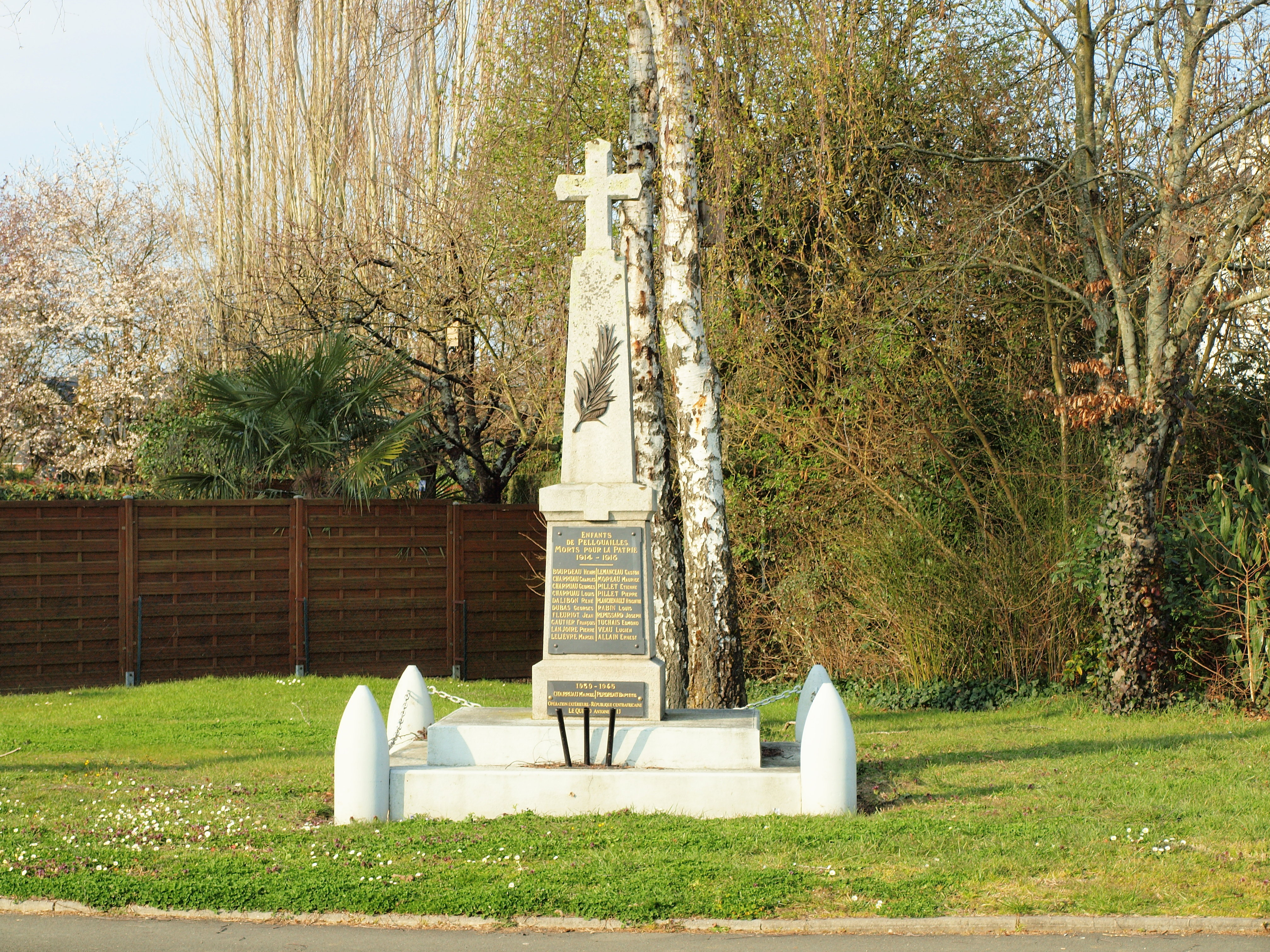
Gefallenendenkmal

- Kirche Saint-Emerance
- Ehemalige Mairie
- Gefallenendenkmal

## Belege
1. ↑  Thomas Hanke: Ein echter Schatz, auch fürs Auktionshaus. handelsblatt.com, 4. Februar 2015, abgerufen am 6. Februar 2015
2. ↑  Meldung, swp.de, 10. Dezember 2014, abgerufen am 6. Februar 2015
3. ↑  Stefan Simons: Schloss mit rostig. spiegel.de, 2. Februar 2015, abgerufen am 6. Februar 2015